# Temmincks baardbuulbuul
Temmincks baardbuulbuul (Criniger barbatus) is een zangvogel uit de familie Pycnonotidae (buulbuuls). De naam verwijst naar de Nederlandse zoöloog Coenraad Jacob Temminck die deze vogel in 1821 wetenschappelijk heeft beschreven.

## Verspreiding en leefgebied
Deze soort komt voor in westelijk Afrika en telt twee ondersoorten:
- C. b. barbatus: van Sierra Leone tot Benin.
- C. b. ansorgeanus: zuidelijk Nigeria.

## Status
De grootte van de populatie is niet gekwantificeerd maar de soort wordt omschreven als vrij algemeen. Op de Rode lijst van de IUCN heeft deze soort de status niet bedreigd.